# Брукс, Джеймс
Джеймс Ло́ренс Брукс (англ. James Lawrence Brooks; род. 9 мая 1940) — американский кинорежиссёр, сценарист и продюсер, основатель компании Gracie Films. 
Создатель сериалов «Комната 222», «Шоу Мэри Тайлер Мур», «Рода», «Лу Грант» и «Такси». Один из разработчиков мультсериала «Симпсоны», персонажи которого впервые появились в спродюсированной им программе «Шоу Трейси Ульман». Автор и постановщик фильмов «Язык нежности», «Телевизионные новости» и «Лучше не бывает». 
Лауреат трёх «Оскаров», «Золотого глобуса» и 21 премии «Эмми».

## Биография
Джеймс Лоренс Брукс родился в еврейской семье в Бруклине (Нью-Йорк), вырос в Норт-Бергене (Нью-Джерси). Начал телевизионную карьеру на канале CBS, где в 1964—1966 годах работал сценаристом. Затем перешёл на телеканал ABC, где работал над телесериалом «Комната 222». После этого его заметили и в последующие годы при его участии были созданы такие знаменитые в США телешоу, как «Шоу Мэри Тайлер Мур» (программа имела огромный коммерческий успех), «Рода», «Такси» и многие другие.
В 1978 году Брукс пришёл в большое кино, первой его работой была должность сценариста и сопродюсера в фильме «Начать сначала».
В 1984 году основал собственную телекомпанию, «Gracie Films», во главе которой занимался продюсированием таких известных фильмов, как «Джерри Магуайер», «Большой», «Лучше не бывает». Один из самых масштабных и знаменитых проектов — мультсериал «Симпсоны», завоевавший огромную популярность во всём мире.
Самый большой режиссёрский успех — фильм «Язык нежности», получивший 5 премий «Оскар» в 1984 году — является одним из шести режиссёров в истории кинематографа, получивших эту награду за дебютный фильм.

## Фильмография
| Год  |    | Русское название                | Оригинальное название    | Роль                          |
| ---- | -- | ------------------------------- | ------------------------ | ----------------------------- |
| 1979 | ф  | Начать сначала                  | Starting Over            | продюсер, сценарист           |
| 1979 | ф  | Настоящая жизнь                 | Real Life                | актёр                         |
| 1981 | ф  | Современный романс              | Modern Romance           | актёр                         |
| 1983 | ф  | Язык нежности                   | Terms of Endearment      | режиссёр, продюсер, сценарист |
| 1987 | ф  | Телевизионные новости           | Broadcasting News        | режиссёр, продюсер, сценарист |
| 1988 | ф  | Большой                         | Big                      | продюсер                      |
| 1989 | ф  | Скажи что-нибудь                | Say Anything...          | исполнительный продюсер       |
| 1989 | ф  | Война Роузов                    | The War of the Roses     | продюсер                      |
| 1994 | ф  | Я согласен на всё               | I'll Do Anything         | режиссёр, продюсер, сценарист |
| 1996 | ф  | Бутылочная ракета               | Bottle Rocket            | исполнительный продюсер       |
| 1996 | ф  | Джерри Магуайер                 | Jerry Maguire            | продюсер                      |
| 1997 | ф  | Лучше не бывает                 | As Good as It Gets       | режиссёр, продюсер, сценарист |
| 2001 | ф  | Сильная женщина                 | Riding in Cars with Boys | продюсер                      |
| 2004 | ф  | Испанский английский            | Spanglish                | режиссёр, продюсер, сценарист |
| 2007 | мф | Симпсоны в кино                 | The Simpsons Movie       | продюсер, сценарист           |
| 2010 | ф  | Как знать…                      | How Do You Know          | режиссёр, продюсер, сценарист |
| 2012 | мф | Симпсоны: Мучительная продлёнка | The Longest Daycare      | продюсер, сценарист           |
| 2025 | ф  | Элла Маккей                     | Ella McCay               | режиссёр, продюсер, сценарист |